# Фарнак (шурин Дария III)
Фарнак (др.-греч. Φαρνάκης) — персидский военачальник IV века до н. э., погибший в битве при Гранике.

## Биография
Фарнак был братом одной из жён персидского царя Дария III, и, как отметил Кухрт А., это была не Статира. Возможно, как предположили Г. Берве и А. Босворт, Фарнак был родом из Понта или Каппадокии, или же принадлежал к династии правителей Геллеспонтской Фригии.
В битве при Гранике Фарнак мог вместе с зятем Дария III Митридатом и внуком Артаксеркса II Арбупалом возглавлять отряд конной гвардии, состоящий из сорока царских «родственников». Фарнак, как и многие другие представители ахеменидской знати, пал на поле боя.